# 中山礼子・八多恵太
中山礼子・八多恵太（なかやまれいこ・やたけいた）は、昭和期に活躍した浪曲漫才コンビ。（浪曲ショウ、歌謡浪曲ショウ）。
前身は1962年に中山礼子と中山恵一（のちの八多恵太）と中山修で結成した『ロマンスレイコショウ』（または中山礼子ショウ）。
その後『ロマンスレイコショウ』は1963年に中山修が脱退し浪曲出身の小山幸一郎（後の2代目吉田奈良夫）が加入したが1972年に小山が浪曲に復帰に伴い中山礼子・八多恵太として再出発を図った。コンビ名の通り礼子が漫才の主導権を握り、男勝りのハキハキとした節に特徴があった、なんば花月を中心に吉本興業の主要劇場で活躍した。
礼子・恵太の音曲漫才時代のテーマソングは「ギタァ～ァ　抱えて～　気楽な～コン～ビ　今日も～元気にぃい～　やぁ～りまぁ～あ～　しょう～」
後に晩年は2人とも病気を患った。
芸はショウ時代は硬い浪曲スタイル、徐々に漫才のしゃべくりが多くなり後年は八多恵太がギターを外していた。
礼子は横山やすし・西川きよしのコンビを結成させた人物。
弟子には伊豆あすか・奄美きょうかの奄美きょうかがいる。

## メンバー
- 中山 礼子（なかやま れいこ、1929年8月21日[1] - 1982年10月12日）本名は中山禮子。ツッコミ、浪曲担当。

九州の生まれ、1943年5月に浪曲の初代京山幸枝の門下になる。長らく浪曲の修行をし、曲師の藤信初子、エレキギター弾きの安井久雄と組んで浪曲をしていたが芽が出ず、ショウに転身。
- 八多 恵太（やた けいた、1930年 - 1983年）本名は角田恵一。ボケ、エレキギター担当。

兵庫県西脇市の生まれで父は神主、1947年に女剣劇に入団。1949年に歌謡一座に入りギター演奏や司会進行役をやったりしていた。『ロマンスレイコショウ』時代には中山恵一を名乗った。
本業の傍ら岡山で神主をしていた。
芸名は大阪弁の「やたけた」に由来。

## 『ロマンスレイコショウ』時代のメンバー
- 中山 修（なかやま おさむ、1934年 - ）本名は名倉修。

歌が得意で嘗てはのど自慢等で賞金荒らしをしていた。その後キャバレーでギター演奏等をしていたのを八多恵太にスカウトされショウに加わった。その後1963年に脱退し廃業。
- 小山 幸一郎（こやま こういちろう、1926年 - ）本名は同じ。

1940年に3代目吉田奈良丸に入門し2代目吉田奈良夫を名乗る。翌年に奈良市の新徳席で初舞台。1963年に『ロマンスレイコショウ』に加入。1972年に浪曲に復帰。
- 小林 境（こばやし さかい、1935年 - ）本名は同じ

若葉しげみの名で「若葉トリオ」に参加。